# التهديد بالإجهاض
التهديد بالإجهاض أو الإجهاض المهدد أو التهديد بفقدان الحمل المبكر (بالإنجليزية: Threatened miscarriage or threatened abortion)‏ هو أحد أنواع الإجهاض حدوث نزيف مهبلي في بداية الحمل (الأشيع الأسابيع الـ 12 الأولى، أو الأشهر الثلاثة الأولى),مع أو بدون ألم. يمكن أن يكون هذا مقلقًا للغاية للمرأة الحامل ولكن معظم النساء الذين يعانون من نزيف في بداية الحمل يحصلون على حمل صحي فهو لايعني دائمًا أنه سيحدث إجهاض لمحصول الحمل حتماً فهناك فرصة عالية لاستمرار الحمل بشكل طبيعي.

## الأسباب
لا يوجد سبب واحد للتهديد بالإجهاض وإنما مجموعة من العوامل التي تلعب دورًا في حدوث الإجهاض مثل: اضطرابات الصبغيات لدى الجنين,العيوب الخلقية الجنينية,سوابق حدوث إجهاض,تعاطي الكحول أو المخدرات أو التعرض للمواد الكيميائية في وقت مبكر من الحمل,البدانة,عمر المرأة الحامل أكبر من 40 عامًا أثناء الحمل,التدخين,اضطرابات في المشيمة,التهابات المهبل أو التهاب الرحم.

## الأعراض والعلامات
نزيف مهبلي خفيف أحمر و ألم خفيف يشابه ألم الدورة الطمثية لكنه ليس موجوداً دائماً في حمل قابل للحياة قبل الأسبوع العشرين من الحمل. في حالة التهديد بالإجهاض، يبقى عنق الرحم مغلقًا، ويبقى الجنين قابلاً للحياة.

## التشخيص
يعتمد تقييم التهديد بالإجهاض على عمر الحمل. في المراحل المبكرة من الحمل، من الضروري تحديد موقع الحمل لاستبعاد الحمل خارج الرحم، والذي يمكن أن يصاحبه أيضًا نزيف مهبلي وألم أسفل البطن وبالتالي تشابه الأعراض مع التهديد بالإسقاط. بمجرد التأكد من وجود حمل داخل الرحم، يجب على الطبيب تقييم العلامات الحيوية و إجراء فحص الحوض والموجات فوق الصوتية لدراسة فعالية قلب الجنين إذا لم يتم رؤية نشاط قلب الجنين، فقد تكون هناك حاجة لفحوصات الموجات فوق الصوتية التسلسلية للتمييز بين الحمل القابل للحياة وفقدان الحمل.

## التدبير
لابد من البحث عن السبب وعلاجه.الراحة والتقليل من النشاط البدني بشكل أساسي قد يسهم في زوال خطر الإجهاض، أو أنه سوف يتحول إلى إجهاض محتوم.تسكين الألم يكون حسب شدته.يمكن استخدام المركبات البروجستروينية حيث تقلل من خطر الإجهاض عند مقارنتها مع الدواء الوهمي في المرضى الذين يعانون من التهديد بالإجهاض.

## وصلات خارجية
الجمعية الأميركية للحوامل
منظمة الصحة العالمية